# Samuel de Champlain
Samuel de Champlain, francoski raziskovalec in kolonizator, * 1567, Brouage pri Roquefortu, Francija, † 25. december 1635, pokrajina Quebec, Kanada. 
Dosežki Samuela de Champlaina pri odkrivanju Novega sveta in utiranju poti za naseljence so bili temelj za francoski imperij v Kanadi in so mu prinesli naziv »oče Nove Francije«. 
Po tem, ko si je Pontgravejeva odprava leta 1603 postavila tabor v Tadoussacu, je Champlain od tod prodrl približno 100 km daleč po dolini reke Suguenay navzgor in je s tem premagal že pol poti do jezera Lac Saint Jean. Tudi po reki svetega Lovrenca se je peljal navzgor približno do višine današnjega Montreala. Tu so mu domačini pripovedovali, o Velikih jezerih na zahodu. Pripovedovali so mu, da je Huronsko jezero tako veliko, da si domačini ne upajo voziti po njem. Champlain je mislil, da Indijanci govorijo o Tihem oceanu, vendar so mu Lachinske brzice zahodno od Montreala preprečile, da bi to izvedel.
Leta 1604 je francoska naselitvena odprava ustanovila naselbino v ustju reke Saint Croix na zahodni obali. Toda pozimi je polovica prebivalcev umrla zaradi skorbuta (pomanjkanje vitamina C). Chaplain in de Monts sta se naslednje leto odpravila iskat primernejše mesto za naselitev in izbrala sta kraj ob vzhodni obali zaliva Bay of Fundy. Dve leti kasneje je tudi ta naselbina propadla. Champlain je odšel nazaj v Francijo.
Junija 1608, ko so Champlaina zopet poslali v Kanado, sta Champlain in Pontgrave prišla v Tadoussac, odjadrala po Reki sv. Lovrenca navzgor in ustanovila svojo naselbino pri Quebecu. Septembra se je Pontgrave vrnil v Francijo. Čeprav je pozimi 10 ljudi umrlo zaradi skorbuta, je Champlain spomladi 1609 lahko začel raziskovati področja na zahodu. Ko se je Champlain pridružil nekemu plemenu Indijancev na bojnem pohodu proti plemenu Irokezov, je prvi Evropejec plul po jezeru, ki danes nosi njegovo ime.
Champlain je v letih 1610 in 1611 ponovno odpotoval v Kanado. Leta 1610 je tam pustil 18-letnega Francoza Etienna Bruleja pri Algonkinih, kjer bi se naj naučil njihovega jezika. Leta 1611 mu je Brule poročal o velikem jezeru zahodno od Huronskega, toda Champlain tega ni mogel raziskovati. Leta 1613 se je vrnil v Kanado in se odpravil na pot, poiskati severno jezero. Ko je njegova skupina prišla do zimskih bivališč Algonkinov na Allumette Island, je izvedel, da so bila poročila o poti do severnega jezera, brez vsake podlage.
Na svojo zadnjo pot v kanadsko notranjost se je Champlain odpravil 1615 kot udeleženec vojaškega pohoda proti Irokezom. S Hoprinci se je sešel na njihovem domačem področju vzhodno od Georgian Baya. Pot tja je vodila ob Ottawi, jezeru Nipissing in ob reki French River. Ta povezava se je tudi obnesla kot glavna prometna žila trgovine s kožuhi.
Leta 1616 se je Champlain vrnil v Francijo, kjer je dosegel, da so potrdili njegova pooblastila v Quebecu. Preostanek svojega življenja si je prizadeval, da bi ta kolonija postala gospodarsko neodvisna in premožna. Umrl je 25. decembra 1635.